# Stein (Bavière)
Pour les articles homonymes, voir Stein.
Stein est une ville de Bavière (Allemagne), située dans l'arrondissement de Fürth, dans le district de Moyenne-Franconie. Des fabricants de crayons à mine de lignite s'y sont installés dès 1719. La maison Faber-Castell, fondée par Kaspar Faber en 1761, poursuit cette tradition.
Le principal monument de la ville est le château Faber-Castell (Schloss Faber-Castell) construit par la famille du même nom qui combine une partie en style néo-Renaissance construite dans les années 1840 et une partie en style néo-roman construite entre 1903 et 1906.
La ville de Stein est jumelée depuis 1990 avec Guéret.